# 名前のない女たち
『名前のない女たち』（なまえのないおんなたち）は、中村淳彦著作の日本のノンフィクション書籍。また同書を原案とした日本映画である。

## 書籍
フリーライター・中村淳彦がAV専門誌『オレンジ通信』（東京三世社刊）で約9年にわたり連載された、500人以上の企画AV女優とのインタビュー集をまとめたノンフィクション書籍。累計25万部のベストセラー となる。
- 名前のない女たち 企画AV女優20人の人生（2002年6月14日発行、宝島社）ISBN 978-4796627696

女優:結城杏奈、小越あい、北条舞、市川紗苗、ひなこ、星野瑠海、水野奈菜、斎藤つかさ、飛鳥みどり、今井はるか、本島純子、白鳥あい、立石サヤカ、田口エリカ、麻保子、百瀬うらら、木下いつき、林まなみ、瀬戸内あすか、朝倉まりあ
- 宝島社文庫 名前のない女たち（2004年6月発行、宝島社）ISBN 978-4796641449
- 名前のない女たち 企画AV女優10人の人生（2009年3月6日発行、宝島社）ISBN 978-4796670081

- アタシは生きる!! AV女優22人の人生（2004年2月26日発行、宝島社）ISBN 978-4796639576
  - 宝島社文庫 名前のない女たち2 企画AV女優18人の人生（2005年9月30日発行、宝島社）ISBN 978-4796649070

女優:沢口あすか、桜希のあ、河野りん、岡野美憂、真崎あむ、姫川麗、井上愛、マキ、結木明日香、松沢はな、ケイコ、美沙子、水野礼子、黒木美優、藤森まや、相沢夢、相楽はるみ、澤田加奈、リョウコ、木下いつき、ミュウ、古河由摩
- 恋愛できないカラダ 名前のない女たち3（2006年4月発行、宝島社）ISBN 978-4796652407
  - 宝島社文庫 名前のない女たち3 "恋愛"できないカラダ（2007年9月発行、宝島社）ISBN 978-4796660822

女優:春うらら、甘衣ここあ、桜沢雪乃、あかねさん、蘭堂セイラ、椿まや、亜由美、月丘うさぎ、エリコ、山瀬ナミ、星川みなみ、若葉かおり、桜一菜
- 名前のない女たち最終章 セックスと自殺のあいだで（2009年4月10日発行、宝島社）ISBN 978-4796669818
  - 宝島SUGOI文庫 名前のない女たち最終章 セックスと自殺のあいだで（2010年10月7日発行、宝島社）ISBN 978-4796678995

女優:山崎アジ子、夕張めろん、ぴぃ、渡辺里子、ユリ、島谷聖羅、名波ゆら、北崎未来、高橋ゆりか、美咲沙耶、池田こずえ、大沢佑香、桜一菜、桃色まあち

## 映画

### 名前のない女たち
『名前のない女たち』（Namae no nai Onnatachi　Love & Loathing & Lulu & Ayano）は、2010年9月4日公開の劇映画。テアトル新宿や新宿K's cinemaほか全国14館で順次公開。佐藤寿保監督により原作をエッセンスに劇映画化。主演は映画初主演となる新人の安井紀絵を起用。
キャッチコピーは「生きてるふり、やめた。普通の女の子たちの赤裸々な物語」。

### ストーリー
地味なOLとして生きてきた純子は路上でスカウトされコスプレ女優・ルルとして企画女優となる。同じ事務所の元ヤンキーの先輩女優・綾乃とも仲良くなり自分の居場所を見つけたと感じた。しかし人気の出たルルにはストーカーが付きまとい会社にもバレ、事務所も陵辱AVへの転向を画策、そして1人のAV女優が自殺した･･･。

### キャスト
- 小倉純子（桜沢ルル） - 安井紀絵
- 栗原綾乃 - 佐久間麻由
- 井川 - 鳥肌実
- 隆 - 河合龍之介
- 青木リエ - 木口亜矢
- 春奈 - 鎌田奈津美
- 三宅 - 草野イニ
- 裕也 - 新井浩文
- 小倉恵子 - 渡辺真起子
- 森山翔悟
- 大野かなこ
- 桜井まり
- 本多叶奈
- 辻岡正人
- 江面貴亮
- 田尻裕司
- 田宮健彦
- 沢村清隆
- 椋田涼
- 寺田万里子
- 泊帝
- 村上征人斗
- 高橋太人
- 秋山貴史
- BOBBY
- 高杉心悟
- 花澤豊孝
- 加藤和俊
- 川口恵士
- 西村太一
- 田仲マン
- 斉藤忍
- 城野マサト
- 合志英知
- 佐藤ゆりな
- LUY
- 安部智凛
- 中村淳彦（特別出演）

### スタッフ
- 監督 - 佐藤寿保
- 製作 - 小林良二、日下部孝一、日下部圭子、藤岡修、原田学
- プロデューサー - 小林良二、日下部孝一、高口聖世巨
- アソシエイトプロデューサー - 日下部圭子、片山宣
- ラインプロデューサー - 植田中
- 脚本 - 西田直子
- 原作 - 中村淳彦（宝島社刊）
- 撮影 - 鈴木一博
- 美術 - 羽賀香織
- 音楽 - 川端潤
- 録音 - 植田中
- 編集 - 山仲浩充
- メイク - 榎本有里
- 助監督 - 躰中洋蔵
- 制作担当 - 坂本礼
- 製作 - 『名前のない女たち』製作委員会（ハピネット、渋谷プロダクション、ゼアリズエンタープライズ、マコトヤ、角川コンデンツゲート
- 企画・制作 - 渋谷プロダクション
- 配給 - ゼアリズエンタープライズ + マコトヤ

### 主題歌
- テーマ曲『バージンブルース』

作詞 - 能吉利人  / 作曲 - 桜井順 / 編曲 - 平沢進 / 歌 - 戸川純
- 『バレエ音楽プロテウスの創造物序曲』

作曲 - ベートーベン / 演奏 - 川崎市市民交響楽団
- 『candy爆弾』

作詞 - norico  / 作曲 - masa / 歌・編曲 - Love Community.

#### 映画祭
- 函館イルミナシオン映画祭（2010年）
- ジパングフェスト（2010年・イギリス）※ワールドプレミア
- ハンブルク日本映画祭（2011年・ドイツ）
- モスクワ国際映画祭（2011年・ロシア）
- ファンタジア国際映画祭（2011年・カナダ）主演女優賞受賞（安井紀絵）

### 名前のない女たち うそつき女
『名前のない女たち うそつき女』は2018年2月3日公開の日本映画。劇場版第2作となるが、同一の原作を基にする以外第一作とのつながりはない。吹越満がルポライターを演じ、AV女優を取材していく群集劇となっている。

### ストーリー（第2作）
AV女優のインタビューを連載し、好評を得ていたルポライターの志村篤。表向きには彼女たちを尊敬するとうそぶくが、しかし本心では仕事と割り切り、社会派記事を専門にしたかった。しかしライター業はうまくいかず、介護を副業にしながら福祉系の出版社に記事を持ち込む毎日。編集者と話す中、再びAV女優のインタビュー連載を再開する。そんな中「AV作品には名前の出ない」企画女優の前田葉菜子と出会う。一方、葉菜子の妹で高校を中退した前田明日香は姉に会うために東京に出てくる。ひょんなことから姉がAV女優だと知り、さらには新人ホスト・ツバサと出会う。

### キャスト（第2作）
- 志村篤 - 吹越満
- 前田葉菜子 - 城アンティア
- 前田明日香 - 円田はるか
- 辻本 - 笠松将
- ツバサ - 小南光司
- 篠田 - 吉岡睦雄
- 順子 - 不二子
- 麗子 - クノ真季子
- 児玉 - 川瀬陽太
- 飯田圭子
- 影山祐子
- 橘メアリー
- 辻やすこ
- 中村高華
- 稲生恵
- 髙橋里恩
- 咲良七美
- 原口夏穂里
- 安部智凛
- 今岡瑛子
- 鈴木菜絵
- いまおかしんじ
- 櫻井拓也

### スタッフ（第2作）
- 原作：中村淳彦
- 監督：サトウトシキ
- 脚本：加瀬仁美
- プロデューサー：森原俊朗
- 企画協力：宮川亨（宝島社）
- 撮影監督・編集　小川真司（JSC）
- 録音：岩間翼
- 音楽：入江亮
- 取材協力：森川圭
- 主題歌：「CALL MY NAME」作詞：CHISA、作曲/歌：アクメ
- 製作協力：SOLID FEATURE
- 配給宣伝：渋谷プロダクション
- 製作：オデッサプロモーション、渋谷プロダクション
- 制作著作：「名前のない女たち うそつき女」製作委員会